# Laguna Yema (Formosa)
Laguna Yema est une ville de la province de Formosa, en Argentine, et le chef-lieu du département de Bermejo. Elle est située à 380 km au nord-ouest de Formosa, la capitale provinciale. Sa population s'élevait à 2 744 habitants en 2001.
A une dizaine de kilomètres au sud-ouest, se trouve le barrage de Laguna Yema, qui canalise le Río Teuquito.